# Paragobiodon
A Paragobiodon a csontos halak (Osteichthyes) főosztályának a sugarasúszójú halak (Actinopterygii) osztályába, ezen belül a sügéralakúak (Perciformes) rendjébe, a gébfélék (Gobiidae) családjába és a Gobiinae alcsaládjába tartozó nem.

## Rendszerezés
A nembe az alábbi 6 faj tartozik:
- Paragobiodon echinocephalus (Rüppell, 1830) - típusfaj
- Paragobiodon kasaii Suzuki & Randall, 2011
- Paragobiodon lacunicolus (Kendall & Goldsborough, 1911)
- Paragobiodon melanosomus (Bleeker, 1853)
- Paragobiodon modestus (Regan, 1908)
- Paragobiodon xanthosoma (Bleeker, 1853)